# Cargolet de Nava
El cargolet de Nava (Hylorchilus navai) és un ocell de la família dels troglodítids (Troglodytidae).

## Hàbitat i distribució
Habita el bosc pluvial del sud de Mèxic, al sud-est de Veracruz i l'adjacent Chiapas.